# Saint-Étienne-des-Oullières
Saint-Étienne-des-Oullières este o comună în departamentul Rhône din sud-estul Franței. În 2009 avea o populație de 1.832 de locuitori.

## Evoluția populației
| An        | 1975  | 1982  | 1990  | 1999  | 2006  | 2009  |
| --------- | ----- | ----- | ----- | ----- | ----- | ----- |
| Populație | 1.093 | 1.137 | 1.367 | 1.519 | 1.750 | 1.832 |